# The Miseducation of Cameron Post (film)
The Miseducation of Cameron Post is een Amerikaans-Britse film uit 2018, geregisseerd door Desiree Akhavan en gebaseerd op het gelijknamig boek van Emily M. Danforth. 

## Verhaal
Cameron Post (Chloë Grace Moretz) is een meisje op een middelbare school dat een perfect leventje lijkt te leiden. Op de avond van de prom wordt ze betrapt terwijl ze in de auto een ander meisje kust. Cameron wordt naar een conversietherapie verwezen met als doel haar seksuele geaardheid te veranderen van homo- of biseksueel naar heteroseksueel. Ze wordt onderworpen aan dubieuze zogenaamde "de-gaying"-methoden onder begeleiding van christelijke rocknummers. In deze ongewone plaats komt ze echter ook in contact met een aantal mensen uit de lgbt-gemeenschap, waar ze haar plaats vindt onder de gelijkgezinde medebewoners.

## Rolverdeling
| Acteur             | Personage       |
| ------------------ | --------------- |
| Chloë Grace Moretz | Cameron Post    |
| Sasha Lane         | Jane Fonda      |
| Forrest Goodluck   | Adam Red Eagle  |
| John Gallagher Jr. | Eerwaarde Rick  |
| Jennifer Ehle      | Dr. Lydia Marsh |
| Kerry Butler       | Ruth Post       |
| Quinn Shephard     | Coley Taylor    |
| Emily Skeggs       | Erin            |
| Marin Ireland      | Bethany         |
| Owen Campbell      | Mark            |

## Productie
In november 2016 werd aangekondigd dat Chloë Grace Moretz, Sasha Lane, John Gallagher Jr., Forrest Goodluck, Jennifer Ehle voor de film werden gecast, met Desiree Akhavan als regisseuse, gebaseerd op de roman van Emily Danforth naar een scenario dat Akhavan samen met Cecilia Frugiuele had geschreven. Michael B. Clark, Alex Turtletaub, Jonathan Montepare en Frugiuele zijn de producenten, Akhavan en Olivier Kaempfer zijn uitvoerende producenten, met hun productiemaatschappijen Beachside en Parkville Pictures.

### Release en ontvangst
The Miseducation of Cameron Post ging op 22 januari 2018 in première op het Sundance Film Festival in de U.S. Dramatic Competition en won de U.S. Grand Jury Prize: Dramatic. De film kreeg overwegend positieve kritieken met een score van 86% op Rotten Tomatoes, gebaseerd op 179 beoordelingen.